# Amoklauf von Emsdetten
Der Amoklauf von Emsdetten ereignete sich am 20. November 2006 an der Geschwister-Scholl-Realschule in Emsdetten (Nordrhein-Westfalen). Der 18-jährige Sebastian Bosse (* 29. April 1988; † 20. November 2006 in Emsdetten), der im Internet meist unter dem Pseudonym ResistantX sowie gelegentlich als R_fuckin'_X auftrat, betrat etwa gegen 9:25 Uhr maskiert das Gelände seiner ehemaligen Schule, schoss auf Menschen und zündete Rohr-, Rauch- und Brandbomben. Anschließend tötete er sich selbst. Mindestens sechs Personen wurden durch Geschosse, eine Person durch den Wurf einer Rauchgranate verletzt, weitere 30 mussten wegen eines Schocks oder einer Rauchgasvergiftung behandelt werden. Auch die Eltern des Täters erlitten einen Schock.

## Tathergang
Sebastian Bosse fuhr morgens gegen 9:20 Uhr zu seiner ehemaligen Schule und betrat schwer bewaffnet das Schulgelände. Aufgrund einer Schulpause hielten sich gerade viele Schüler und einige Lehrer auf den Schulhöfen auf. Auf dem Weg zu einem höher gelegenen Schulhof zündete Bosse eine Rohrbombe sowie eine Rauchgranate und begann auf Schüler, die ihm entgegenkamen, zu schießen. Eine Lehrerin, die ihm folgte, bewarf er mit einer Rauchgranate und verletzte sie dabei im Gesicht. Nach dem Bericht eines Zeugen soll er zudem in Richtung dieser Lehrerin geschossen haben. Anscheinend schoss Bosse auch wahllos auf Schüler auf dem unteren Schulhof. Auf seinem Weg zum Schulgebäude gab er mehrere Schüsse auf Schüler ab und verletzte dabei drei von ihnen. Am Haupteingang des Gebäudes traf der Täter seinen 16-jährigen Bruder an, der ebenfalls Schüler an der Schule war. Er forderte diesen auf, nach Hause zu gehen, anschließend schoss er auf den Hausmeister der Schule und verletzte ihn schwer. Gegen 9:30 Uhr wurde die Polizei durch die Schulleitung alarmiert.
Im Schulgebäude selbst gab Bosse mehrere Schüsse auf verschiedene Schülergruppen ab, dabei wurden drei weitere Schüler zum Teil schwer verletzt. Im 2. Obergeschoss zündete er mindestens einen Brandsatz, so dass der obere Teil des Gebäudes durch Rauch stark vernebelt wurde. Dies erschwerte den um 9:34 Uhr eintreffenden ersten Polizeikräften das Vorgehen erheblich, außerdem erlitten letztlich 16 Polizeibeamte Rauchgasvergiftungen. Es wurden noch weitere Explosionen innerhalb des Gebäudes wahrgenommen. Gegen 9:58 Uhr traf ein Spezialeinsatzkommando aus Münster ein, welches um 10:36 Uhr den Leichnam von Bosse entdeckte. Der Täter hatte sich erschossen.
Da Bosse an seinem Körper Sprengvorrichtungen angebracht hatte, konnte der Tote erst nach dem Einsatz von Sprengstoffspezialisten abtransportiert werden.
Die genaue Anzahl der durch Schüsse verletzten Personen ist unklar, da im offiziellen Bericht des Innenministers im Innenausschuss des Landtags von Nordrhein-Westfalen sechs Personen mit Schussverletzungen angegeben sind, aber bei der Schilderung des Tatherganges sieben Personen aufgezählt werden (sechs Schüler sowie der Hausmeister).

## Hintergründe

### Täter
Der 18-jährige Sebastian Bosse stammte laut Polizeiangaben aus unauffälligen Familienverhältnissen. Er hatte die Geschwister-Scholl-Realschule im Jahr 2006 mit der Fachoberschulreife abgeschlossen und anschließend als Aushilfskraft in einem Baumarkt gearbeitet. In seiner Freizeit beschäftigte er sich mit gewalthaltigen Computerspielen und Videofilmen sowie Airsoft. Während seiner Schulzeit galt er als Sonderling und introvertierter Einzelgänger, der von seinen Mitschülern gemobbt wurde und sich von seinen Lehrern bevormundet fühlte. Innenminister Ingo Wolf erklärte am 14. Dezember 2006 vor dem Innenausschuss des Landtags Nordrhein-Westfalen: „Der Täter fühlte sich durchweg nicht verstanden und akzeptiert, beklagte [die] eigene Perspektivlosigkeit, für die er sein privates, insbesondere aber sein schulisches Umfeld seit seiner Einschulung verantwortlich machte.“ Bosse hatte zwei Klassen wiederholen müssen.
Ab Juni 2006 unterhielt er unter dem Pseudonym ResistantX eine eigene Website, auf der er unter anderem den Amoklauf an der Columbine High School sowie andere School Shootings thematisierte. Außerdem war er in einem Internetforum über den Columbine-Amoklauf aktiv.
Am 4. Juli 2006 hatte Bosse einen kleinen Waffenschein erworben, der ihm jedoch bereits am 23. Juli 2006 wieder entzogen wurde, nachdem er bei einer Auseinandersetzung auf einem Open-Air-Festival eine Schreckschusswaffe hervorgezogen hatte. Die herbeigerufene Polizei stellte die Waffe und einen Teleskopschlagstock sicher, den Bosse ebenfalls mit sich geführt hatte, und erstattete Strafanzeige. Am Tag des Amoklaufs sollte Bosse in dieser Sache vor Gericht erscheinen. Laut Wolf könnte Bosse seinen Tatentschluss aufgrund dieses Vorfalls und der Aussicht, keine Waffen mehr besitzen zu dürfen, gefasst haben.
Am Morgen seines Amoklaufs stellte er Tagebuch- und Videoaufzeichnungen, in denen er über seinen Tatplan sprach, sowie einen Abschiedsbrief ins Internet und verschickte die Dokumente zudem per E-Mail an diverse Adressaten. Die Aufzeichnungen wurden jedoch erst entdeckt, nachdem er die Tat bereits vollendet hatte. Seine Internetseite wurde nach der Tat umgehend von der Polizei gesperrt, die Inhalte waren jedoch noch über die Caches von Suchmaschinen erreichbar und wurden von Privatpersonen kopiert und weiterverbreitet.

### Tatmotivation
Als Tatmotiv wird Rache angesehen. Im Juni 2004 berichtete Bosse in einem Selbsthilfeforum über seine Schwierigkeiten in der Schule, seine Mobbingerfahrungen sowie die damit verbundene Angst und kündigte an, dass er eines Tages seine aufgestaute Wut herauslassen und sich bei einem Amoklauf rächen werde. Er äußerte seine Verzweiflung und bat um Hilfe. Die Moderatoren des Forums reagierten nicht auf seinen Eintrag. Die anderen Leser empfahlen ihm, sich an eine Beratungsstelle zu wenden, reagierten ansonsten aber rat- und hilflos. In einem weiteren Eintrag vom Januar 2006 teilte Bosse mit, dass es ihm besser gehe, er nun im 10. Schuljahr sei und denke, dass er es schaffe.
Ab August 2006 begann Bosse ein Tagebuch zu führen und die Tat über mehrere Monate hinweg zu planen und vorzubereiten. Es wurde auch eine Liste „Primäre Personenziele“ (Todesliste) gefunden, die er aber wieder durchgestrichen hatte. Seine ehemalige Schule war der von ihm am meisten gehasste Ort, sein „primäres Gebäudeziel“. Bosse hatte eine Map seiner Schule für den Ego-Shooter Counter-Strike erstellt, mithilfe der er für die Tat trainiert haben soll. Im Rahmen einer kriminologischen Studie wurde jedoch der Schluss gezogen, dass für die Entwicklung einer Strategie eine selbst erstellte Levelkarte – insbesondere vor dem Hintergrund, dass einem School Shooter die Umgebung bereits bekannt ist – nicht besser geeignet zu sein scheint, als eine selbst angefertigte, einfache Zeichnung.
Laut dem Lehrpersonal habe es vor der Tat keine Hinweise auf eine bevorstehende Gewalttat gegeben, Mitschülern gegenüber hatte Bosse jedoch seine Racheabsicht, allerdings ohne konkret zu werden, auf der Schulabschlussfeier kundgetan.

### Tatmittel
Der Täter verfügte über zwei Perkussionswaffen (eine Pistole und ein Gewehr) sowie ein Kleinkalibergewehr. Die beiden Gewehre wurden am Lauf gekürzt und am Schaft abgesägt. Darüber hinaus trug er drei Rohrbomben sowie ein Messer am Körper. In seinem Rucksack wurden fünf weitere Rohrbomben gefunden. Im Auto zurückgelassen hatte er vier weitere Rohrbomben, drei Brandsätze sowie eine Machete. In seinem Elternhaus wurden noch eine Gaspistole, eine Softairwaffe, ein Luftgewehr sowie diverse Chemikalien gefunden.
Die Vorderladerhandwaffen bezog der 18-Jährige von einem Online-Waffenhändler. Der Anbieter bestätigte, dass Bosse in den beiden Monaten vor der Tat an drei Internetauktionen teilgenommen und dabei Waffen gekauft hatte. Allerdings habe es sich ausschließlich um Waffen gehandelt, die ab 18 Jahren frei zu erwerben seien. Die Staatsanwaltschaft bestätigte gegenüber dem WDR, dass es keine Ermittlungen gegen den Internet-Anbieter gebe. Bezüglich des einschüssigen Kleinkalibergewehres gab die Staatsanwaltschaft Münster am 6. Dezember 2006 bekannt, dass es aus dem Nachlass eines Familienangehörigen eines 24-jährigen Mannes aus dem weiteren Umfeld von Bosse stammte. Die Waffe war gegen ein Softairgewehr eingetauscht worden. Dem Mann war nicht bekannt, dass mit ihr eine Straftat begangen werden sollte.

## Reaktionen

### Politik
Niedersachsens Innenminister Uwe Schünemann kündigte eine Bundesratsinitiative zum Verbot gewaltverherrlichender Computerspiele an und es entbrannte eine kontrovers geführte, öffentliche Diskussion über Gewalt in Computerspielen.
Dagegen erhob der Bundesverband der Entwickler von Computerspielen den Vorwurf, dass man sich nur mit den Symptomen und nicht mit den Ursachen solcher Taten beschäftige. Das soziale Umfeld des Täters habe versagt und es müssten die bestehenden Verbote hinsichtlich Waffen, Munition und Sprengstoff besser überwacht werden. Kritiker hielten zudem ein Verbot für wenig sinnvoll, da Spiele ganz einfach über das Internet oder aus dem Ausland besorgt werden könnten. Computerspiele werden in Deutschland von der Unterhaltungssoftware Selbstkontrolle (USK) für die entsprechenden Altersstufen freigegeben.
Rainer Wendt von der Deutschen Polizeigewerkschaft wies darauf hin, dass deutsche Schulen „längst ein Ort der Unsicherheit und Angst“ geworden seien. Ereignisse wie in Emsdetten könnten sich an jedem Tag wiederholen, die Gesellschaft müsse sich endlich den Entstehungsgründen der Gewalt widmen.
Nordrhein-Westfalens Innenminister Ingo Wolf ließ eine „Internetwache“ einrichten, wo Internetnutzer die Polizei auf Hinweise im Netz über geplante Gewaltverbrechen oder andere Straftaten aufmerksam machen konnten. Die Resonanz auf das Projekt blieb jedoch weit hinter den Erwartungen zurück. Zudem wurden die Polizeibehörden in Nordrhein-Westfalen angewiesen, Kontakt zu den Schulen aufzunehmen und bei Gewalt im Klassenzimmer zu beraten, obwohl es solche Kooperationen zwischen Polizei und Schulen bereits gab. Die nordrhein-westfälische Schulministerin Barbara Sommer versprach, 50 Schulpsychologen zusätzlich einstellen zu wollen und kündigte einen sogenannten „Notfallordner“ an, der Lehrer im Umgang mit Gewalt im Klassenzimmer schulen sollte. Beide Maßnahmen waren ein Jahr nach der Tat noch nicht umgesetzt worden. Die geplanten zusätzlichen Schulpsychologen wurden von der Landesschülervertretung als „viel zu wenig“ kritisiert. Teilweise wurde Politikern Aktionismus vorgeworfen.

### Kunst und Kultur
Der schwedische Dramatiker Lars Norén verfasste den Monolog 20. November mit direkten Zitaten aus Bosses Videofilmen für die Schauspielerin und Performancekünstlerin Anne Tismer. Er inszenierte auch das Theaterstück in Berlin am Ballhaus Ost.
Bosse hatte in einer Singlebörse aus einem Lied des Musikprojekts Weena Morloch wörtlich zitiert, später behandelte Weena Morloch den Amoklauf von Emsdetten in dem Lied Amok. Die Band Zanthropya Ex verwendete in ihrem Lied Blutbad auf dem Album Notlösung Kopfschuss ein Sample eines Nachrichtenbeitrags über die Amokläufe von Emsdetten sowie Erfurt.